# Dan Eggen
Dan Eggen, född 13 januari 1970 i Oslo, är en norsk före detta fotbollsspelare. Hans spelposition var vanligtvis mittback.
Eggen påbörjade sin karriär i Ready Oslo (i tredje och fjärde divisionen), för att senare börja spela för utländska lag, som danska BK Frem och Brøndby IF, och senare även spanska, skotska och franska lag.
Han avslutade sin karriär i franska Le Mans i Ligue 1.
Numera[när?] är han manager för rockbandet El Caco och studerar till fotbollstränare vid Wang Idrettsgymnas.

## Karriär
Eggen är i modern tid den enda som har spelat för Norges fotbollslandslag utan att ha spelat i Tippeligaen. Han spelade 25 matcher för Norge och gjorde totalt två mål. Han var med i trupperna till VM 1994 och 1998 samt EM 2000. Han fick inte spela några matcher 1994, men var en nyckelspelare under VM 1998 och EM 2000.

## Kuriosa
- Eggen medverkar på det norska black metal-bandet Satyricons DVD Roadkill Extravaganza, där han träffar bandet backstage och berättar att han är ett stort fan av norsk black metal.
- Under en konsert med Pantera stod han under 30 sekunder på scenen där han headbangade och spelade luftgitarr.[3]
- Spelarna som han beundrar mest är Gary Naysmith, Djimi Traoré och svenske Stefan Rehn.[källa behövs]

## Fotnoter
1. 1 2 3 4  ”Dan Eggen - Player profile” (på engelska). www.transfermarkt.co.uk. https://www.transfermarkt.co.uk/dan-eggen/profil/spieler/6819. Läst 12 december 2021.
2. 1 2 3 4  Holm, Jan (2020-02-26). ”Dan Eggen” (på norskt bokmål). Store norske leksikon. http://snl.no/Dan_Eggen. Läst 12 december 2021.
3. ↑  Youtube – Dan Eggen headbanging to Pantera